# توتينهام هيل (محطة مترو أنفاق لندن)
توتينهام هيل (بالإنجليزية: Tottenham Hale)‏ هي إحدى محطات مترو أنفاق لندن. تقع على خط فيكتوريا أفتتحت في المنطقة (Zone) رقم 3 أفتتحت في 15 سبتمبر 1840، 1 سبتمبر 1968.